# Parintins
Parintins é um município brasileiro do interior do estado do Amazonas, na Região Norte do país. É o quarto município mais populoso do estado, com 101 956 habitantes, conforme estimativas do Instituto Brasileiro de Geografia e Estatística (IBGE) em 2024.
Localizada no extremo leste do estado, distante 372 quilômetros em linha reta da capital Manaus, a cidade é conhecida mundialmente por sediar o Festival Folclórico de Parintins, considerado Patrimônio Cultural do Brasil pelo Instituto do Patrimônio Histórico e Artístico Nacional (IPHAN). Sua área é de 5 956 km², representando 0,3789% do estado do Amazonas, 0,1545% da região Norte brasileira e  0,0701% do território brasileiro Desse total 12,4235 km² estão em perímetro urbano.
As primeiras viagens exploratórias da Coroa Portuguesa em Parintins foram registradas por volta de 1660. Assim como as demais localidades da Amazônia, a região era habitada por diversas etnias indígenas, entre eles os Tupinambaranas, que deram origem ao nome da ilha em que se encontra o município, a ilha Tupinambarana. O primeiro nome recebido por Parintins, foi São Miguel dos Tupinambaranas, em 1669. O nome "Parintins" só foi adotado em 1880, quando a sede passou a categoria de cidade, em homenagem aos povos indígenas parintintins, um dos inúmeros que habitavam a região.
A vegetação, típica da região amazônica, é formada por florestas de várzea e de terra firme, tendo, ao seu redor, um relevo composto por lagos, ilhotes e uma pequena serra. A principal forma de transporte entre Parintins e os demais municípios é o fluvial, além do aéreo.

## História
O município de Parintins, como quase todos os demais municípios brasileiros, foi, primitivamente, habitado por indígenas. Sua "descoberta" ocorreu  por volta de 1660, quando, subindo o rio Amazonas, os padres Manuel Pires e Manuel Souza realizaram a primeira entrada no Rio Negro, sendo os primeiros padres que se ocuparam dos Tupinambaranas.
A fundação da localidade só foi realizada em 29 de setembro de 1669, pelo Padre Felipe Betendorf, com o nome de São Miguel dos Tupinambaranas, sendo depois dirigida pelos Padres António da Fonseca, Bartolomeu Rodrigues e Manuel dos Reis, que mudou o nome para São Francisco Xavier dos Tupinambaranas em 1723.
Por volta 1730, quando era habitada por 495 índios, a aldeia começa a entrar em decadência em virtude de epidemias de varíola e sarampo, com os habitantes mudando para outras localidades. Decadência que se agravará com a expulsão dos jesuítas.
Por volta de 1796 desembarca na ilha José Pedro Cordovil, que veio com seus escravos e agregados para se dedicar à pesca do pirarucu e à agricultura, chamando-a Tupinambarana. A rainha D. Maria I deu-lhe a ilha de presente. Ali instalado, fundou uma fazenda de cacau, dedicando-se à cultura desse produto em grande escala. Ao sair dali, algum tempo depois, ofertou a ilha à rainha. Tupinambarana foi aceita e elevada à missão religiosa, em 1803, pelo capitão–mor do Pará, o Conde dos Arcos, que incumbiu sua direção ao frei José Álvares das Chagas, recebendo a denominação de Vila Nova da Rainha.
A eficiente atuação de frei José provocou um surto de progresso e desenvolvimento na localidade, culminando com a criação da comarca do Alto Amazonas. Em 25 de junho  de 1833, pelo decreto nº 28, passa a freguesia, com o nome de Freguesia Tupinambarana. Era ainda Tupinambarana simples freguesia quando iniciou a revolução dos Cabanos no Pará, e se alastrou por toda a província. O seu vigário, padre Torquato Antônio de Souza, teve atuação destacada durante a sedição, servindo de delegado dos legalistas no Baixo Amazonas. Tupinambarana, talvez porque estivesse bem defendida, foi poupada dos ataques dos Cabanos.
Em 24 de outubro de 1848, pela lei provincial do Pará nº 146, elevou-se a freguesia à categoria de vila e Município, com a denominação de Vila Bela da Imperatriz, e constituiu o município até então ligado a Maués, todavia não foi instalado por falta de preenchimento de formalidades estabelecidas em Lei. Em 15 de outubro de 1852, pela lei nº 02 da Província do Amazonas, foi confirmada a criação do município. Em 14 de março de 1853, deu-se a instalação do município de Vila Bela da Imperatriz. Em 24 de agosto de 1858, foi criada pela lei provincial a comarca, com nome de Parintins, compreendendo os termos judiciários de Vila Bela da Imperatriz e Vila Nova da Conceição. Em 30 de outubro de 1880, pela lei provincial nº 499, a sede do município recebeu foros de cidade e passou a denominar-se Parintins. Em 1881 foi desmembrado do município de Parintins o território que constituiu o município de Vila Nova de Barreirinha.
A divisão administrativa de 1911, figurou o município com quatro distritos: Parintins, Paraná de Ramos, Jamundá e Xibuí. Em 1933, aparece no quadro da divisão administrativa com um distrito apenas – o de Parintins. Em 1 de dezembro de 1938, pelo decreto-lei estadual nº 176, é criado o distrito da Ilha das Cotias, passando assim o município a constituir-se de dois distritos: Parintins e Ilha das Cotias.
Em 24 de agosto de 1952, pela lei estadual nº 226, a comarca de Parintins perdeu os termos judiciários de Barreirinha e Urucará, que foram transformados em comarcas. Em 19 de dezembro de 1956, pela lei estadual nº 96, foi desmembrado do município de Parintins o distrito da Ilha das Cotias, que passou a constituir o município de Nhamundá. A partir de 10 de dezembro de 1981, pela emenda constitucional nº 12, é criado o distrito de Mocambo.

## Geografia
O município de Parintins está localizado no estado do Amazonas, na Mesorregião do Centro Amazonense, que reúne 31 municípios amazonenses distribuídos em seis microrregiões, sendo que a microrregião à qual o município pertence é a microrregião homônima, a mais ocidental do Amazonas e que reúne sete municípios: Parintins, Itapiranga, Barreirinha, Boa Vista do Ramos, Maués, Nhamundá, São Sebastião do Uatumã e Urucará. Parintins está distante 369 km a leste da capital do estado.
A área territorial total do município de Parintins é de 5.952,333 km², o que corresponde a 0,3789% da área do Amazonas, 0,1545% da Região Norte e 0,0701% do Brasil. Parintins é o quinquagésimo maior município do estado do Amazonas em extensão territorial, sendo ainda o ducentésimo quinquagésimo maior do país.
Seus municípios limítrofes são Nhamundá ao norte; Barreirinha ao sul, Urucurituba ao leste e os municípios de Terra Santa e Juruti, no estado do Pará. O limite territorial entre Parintins e Nhamundá se inicia na margem esquerda do rio Amazonas, subindo este rio até a Barreira do Paurá. A Serra de Parintins é usada para delimitar o fim dos limites territoriais deste município com Nhamundá. Para delimitar os limites territoriais entre Parintins e Barreirinha, usa-se o divisor de águas dos rios Andirá-Uaicupará, juntamente com a linha geodésica que limita os estados do Amazonas e Pará. Já os limites territoriais com Urucurituba é iniciado no lago Arapapá, no paraná de Urucurituba. Com o estado do Pará, o limite tem início na boca do igarapé do Valério, na margem direita do rio Amazonas.
O município possui dois distritos: Vila Amazônia e Mocambo.

### Relevo
Possuindo uma área de 7 069 quilômetros quadrados, o município localiza-se sobre formações quaternárias e terraços holocênicos no setor ocidental do estado. A ilha Tupinambarana, parte componente do município, de aproximadamente 200 km de extensão, somente na faixa da várzea, a ilha na verdade é uma arquipélago, uma vez que na época das cheias, fica entrecortada de lagos, furos, restingas, paranás e igapós, e a sede municipal localiza-se em uma dessas ilhas do arquipélago a uma altitude de 50m em relação ao nível do mar. O município tem sua cota máxima em seu relevo no lado leste, na chamada serra Valéria (serra de Parintins) com aproximadamente 157 metros e, no lado oeste, as terras altas do Paurá.
Ocorre a predominância dos solos latossolo amarelo álico e podzólico vermelho amarelo álico, na terra firme. Nas áreas de várzea, o domínio é dos solos de aluvião, do tipo gley pouco húmico distrófico, apresentando fertilidade natural média e elevada.

### Clima
| Maiores acumulados de precipitação em 24 horas registrados em Parintins por meses (INMET) | Maiores acumulados de precipitação em 24 horas registrados em Parintins por meses (INMET) | Maiores acumulados de precipitação em 24 horas registrados em Parintins por meses (INMET) | Maiores acumulados de precipitação em 24 horas registrados em Parintins por meses (INMET) | Maiores acumulados de precipitação em 24 horas registrados em Parintins por meses (INMET) | Maiores acumulados de precipitação em 24 horas registrados em Parintins por meses (INMET) |
| Mês                                                                                       | Acumulado                                                                                 | Data                                                                                      | Mês                                                                                       | Acumulado                                                                                 | Data                                                                                      |
| ----------------------------------------------------------------------------------------- | ----------------------------------------------------------------------------------------- | ----------------------------------------------------------------------------------------- | ----------------------------------------------------------------------------------------- | ----------------------------------------------------------------------------------------- | ----------------------------------------------------------------------------------------- |
| Janeiro                                                                                   | 137 mm                                                                                    | 01/01/2008                                                                                | Julho                                                                                     | 92,6 mm                                                                                   | 15/07/2012                                                                                |
| Fevereiro                                                                                 | 161,2 mm                                                                                  | 24/02/2009                                                                                | Agosto                                                                                    | 66,8 mm                                                                                   | 11/08/1970                                                                                |
| Março                                                                                     | 160,1 mm                                                                                  | 09/03/1998                                                                                | Setembro                                                                                  | 81,8 mm                                                                                   | 25/09/1999                                                                                |
| Abril                                                                                     | 150,7 mm                                                                                  | 05/04/2002                                                                                | Outubro                                                                                   | 72 mm                                                                                     | 01/10/2009                                                                                |
| Maio                                                                                      | 122,1 mm                                                                                  | 17/05/2000                                                                                | Novembro                                                                                  | 173 mm                                                                                    | 29/11/1972                                                                                |
| Junho                                                                                     | 84,5 mm                                                                                   | 02/06/1974                                                                                | Dezembro                                                                                  | 90,4 mm                                                                                   | 22/12/2015                                                                                |
| Período: 1967-1990 e 1993-2016                                                            |                                                                                           |                                                                                           |                                                                                           |                                                                                           |                                                                                           |

O clima de Parintins é tropical, monçônico, isotérmico (tipo Am i, segundo Köppen). A temperatura média compensada anual gira em torno dos 28 °C, com baixas amplitudes térmicas ao longo do ano, sendo 32 °C a média das máximas e 24 °C das mínimas. O índice pluviométrico anual é de 2 475 milímetros (mm), sendo os meses de janeiro a maio os de maior precipitação e setembro o de menor. A insolação anual é de aproximadamente 2 150 horas, com um registro maior no mês de agosto.
Segundo dados do Instituto Nacional de Meteorologia (INMET), referentes ao período de 1967 a 1990 e de 1993 a 2016, a menor temperatura registrada em Parintins foi de 19 °C em 19 de julho de 1975 (o outro único registro de temperatura mínima inferior a 20 °C ocorreu em 8 de julho de 1989, de 19,4 °C), e a maior atingiu 39 °C em 7 de janeiro de 1998. O maiores acumulado de precipitação em 24 horas foi de 173 mm em 29 de novembro de 1972. Outros grandes acumulados superiores aos 150 mm foram 161,2 mm em 24 de fevereiro de 2009, 160,1 mm em 9 de março de 1998 e 150,7 mm em 5 de abril de 2002.
| Dados climatológicos para Parintins | Dados climatológicos para Parintins | Dados climatológicos para Parintins | Dados climatológicos para Parintins | Dados climatológicos para Parintins | Dados climatológicos para Parintins | Dados climatológicos para Parintins | Dados climatológicos para Parintins | Dados climatológicos para Parintins | Dados climatológicos para Parintins | Dados climatológicos para Parintins | Dados climatológicos para Parintins | Dados climatológicos para Parintins | Dados climatológicos para Parintins |
| Mês | Jan                                 | Fev                                 | Mar                                 | Abr                                 | Mai                                 | Jun                                 | Jul                                 | Ago                                 | Set                                 | Out                                 | Nov                                 | Dez                                 | Ano                                 |
| --- | ----------------------------------- | ----------------------------------- | ----------------------------------- | ----------------------------------- | ----------------------------------- | ----------------------------------- | ----------------------------------- | ----------------------------------- | ----------------------------------- | ----------------------------------- | ----------------------------------- | ----------------------------------- | ----------------------------------- |
| Temperatura máxima recorde (°C) | 39                                  | 35,8                                | 35,9                                | 35,2                                | 36,2                                | 36,5                                | 37,3                                | 36,4                                | 37,6                                | 38,6                                | 37,8                                | 37,4                                | 39                                  |
| Temperatura máxima média (°C) | 31,3                                | 31                                  | 31,1                                | 31,2                                | 31,3                                | 31,9                                | 32,2                                | 33,4                                | 34,3                                | 34,4                                | 33,6                                | 32,5                                | 32,4                                |
| Temperatura média compensada (°C) | 27                                  | 26,8                                | 26,9                                | 27                                  | 27,1                                | 27,3                                | 27,2                                | 28,3                                | 28,9                                | 29,1                                | 28,6                                | 27,9                                | 27,7                                |
| Temperatura mínima média (°C) | 24,1                                | 23,9                                | 24                                  | 24,2                                | 24,3                                | 24,2                                | 24,1                                | 24,7                                | 25,1                                | 25,1                                | 24,9                                | 24,6                                | 24,4                                |
| Temperatura mínima recorde (°C) | 20,9                                | 20,9                                | 21                                  | 21,4                                | 21                                  | 20,6                                | 19                                  | 20,4                                | 21,5                                | 21                                  | 20,9                                | 20,7                                | 19                                  |
| Precipitação (mm) | 292,7                               | 335,6                               | 363,6                               | 346                                 | 281,1                               | 186,4                               | 149,9                               | 73,8                                | 63,1                                | 76,7                                | 116,3                               | 189,7                               | 2 474,9                             |
| Dias com precipitação (≥ 1 mm) | 17                                  | 18                                  | 19                                  | 18                                  | 20                                  | 17                                  | 14                                  | 8                                   | 6                                   | 6                                   | 7                                   | 11                                  | 161                                 |
| Umidade relativa compensada (%) | 84,6                                | 85,3                                | 85,9                                | 86,3                                | 85,9                                | 83,9                                | 81,6                                | 77,5                                | 74,1                                | 73,1                                | 76,4                                | 79,5                                | 81,2                                |
| Insolação (h) | 137,3                               | 111,3                               | 121,9                               | 126,5                               | 154,8                               | 198,2                               | 231,4                               | 261,1                               | 238,5                               | 220                                 | 179,2                               | 164,4                               | 2 144,6                             |
| Fonte: Instituto Nacional de Meteorologia (INMET) (normal climatológica de 1981-2010; recordes de temperatura de 1967 a 1990 e 1993 a 2016). |                                     |                                     |                                     |                                     |                                     |                                     |                                     |                                     |                                     |                                     |                                     |                                     |                                     |

### Hidrografia
Parintins faz parte do maior sistema fluvial do mundo, a Bacia Amazônica. O Rio Amazonas é o maior rio em volume de água do mundo com um deflúvio médio anual estimado em 250,00 m³/s. No trecho compreendido entre a foz do Rio Nhamundá e Parintins a sua largura é de aproximadamente 50 km. O grande rio representa a via de escoamento e abastecimento, a grande estrada hídrica que liga Parintins a capital do Estado do Amazonas e ao Oceano Atlântico.
Os rios mais importantes são: o Paraná do Ramos, o Paraná do Espírito Santo, o Paraná do Limão, Rio Uiacurapá, O Rio Mamurú, o Lago do Macuricanã, o Lago do Aninga, o Lago do Parananema, o Lago do Macurani e a Lagoa da Francesa, estes quatro últimos de vital importância quanto a sua preservação, uma vez que banham a sede municipal e estão mais suscetíveis a degradação e poluição.

### Vegetação
A vegetação do município é característica, não divergindo de existente em toda a Amazônia, isto é, Floresta Perenifólia Hileiana Amazônica que corresponde a floresta de terra firme; Floresta Perenifólia Paludosa Ribeirinha Periodicamente Inundada (mata de várzea); Floresta Perenifólia Paludosa Ribeirinha Permanentemente Inaudada (mata de Igapó) e na sede municipal uma pequena mancha de Cerrado conhecida como Campo Grande.

## Demografia

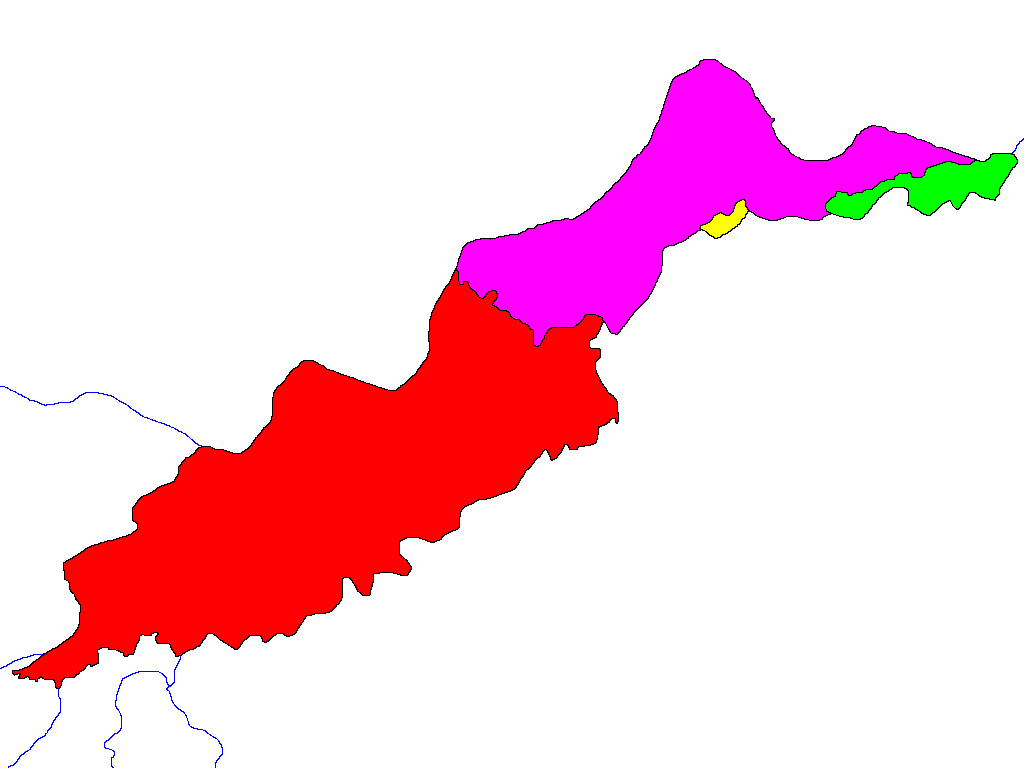
A Ilha Tupinambarana onde se situa Parintins.

Em 2024, a população do município foi registrada pelo Instituto Brasileiro de Geografia e Estatística (IBGE) em 101 956 habitantes, sendo o 4º mais populoso do estado, superado apenas por Manaus, Itacoatiara e Manacapuru. Segundo o censo de 2010, 52 304 habitantes eram homens e 49 729 habitantes mulheres. Ainda segundo o mesmo censo, 69 890 habitantes viviam na zona urbana (68,50%) e 32 143 na zona rural (31,50%). Da população total em 2010, 38 327 habitantes (37,56%) tinham menos de 15 anos de idade, 58 711 habitantes (57,54%) tinham de 15 a 64 anos e 4 995 habitantes (4,90%) possuíam mais de 65 anos, sendo que a esperança de vida ao nascer era de 73,0 anos e a taxa de fecundidade total por mulher era de 3,3.
Em 2010, a população parintinense era composta por 13 216 brancos (12,95%), 2 364 negros (2,32%), 356 amarelos (0,35%), 85 063 pardos (83,37%) e 1 034 indígenas (1,01%). Considerando-se a região de nascimento, 86 011 eram nascidos no município (84,30%) e 16 022 eram naturais de outro município (15,70%). Entre estes, 95 290 habitantes eram naturais do estado do Amazonas (93,39%) e 6 743 eram nascidos em outro estado da federação (6,61%). Entre os 6 743 naturais de outras unidades da federação, o Pará era o estado com maior presença, com 5 205 pessoas (5,10%), seguido pelo Ceará, com 454 pessoas (0,45%). Há ainda, um número de imigrantes de outros países, que somam 59 habitantes (0,06%).

### Etnias
Parintins é uma cidade marcada pelos traços culturais, políticos e econômicos herdados dos portugueses, espanhóis, italianos e também dos japoneses, tendo em vista que a cidade possuiu uma relevante colônia destes imigrantes. Não se pode esquecer a importância dos ameríndios no quesito contribuição étnica. Foram os ameríndios que iniciaram a ocupação humana na Amazônia e seus descendentes caboclos desenvolveram-se em contato íntimo com o meio ambiente, adaptando-se às peculiaridades regionais e oportunidades oferecidas pela floresta.
Na sua formação histórica, a demografia da cidade é o resultado da miscigenação das três etnias básicas que compõem a população brasileira: o índio, o europeu e o negro, formando assim, os mestiços da região (caboclos) Mais tarde, com a chegada dos imigrantes, especialmente japoneses, formou-se um caldo de cultura singular, que caracteriza a população da cidade, seus valores e modo de vida.
Pardos (caboclos, mulatos e cafuzos) (67,0%), brancos (30,2%), pretos (0,9%), indígenas (0,5%), amarelos (principalmente descendentes de japoneses) (0,7%), sem declaração (0,7%)
População residente por etnia (Censo 2000)
- Pardos - 67,0%
- Branco - 30,2%
- Pretos - 0,9%
- Amarelos - 0,7%
- Indígenas - 0,5%
- Não declarado - 0,7%

## Subdivisões
A cidade é dividida por uma linha imaginária que vai da Catedral de Nossa Senhora do Carmo ao Centro de Convenções Amazonino Mendes (Bumbódromo), criando duas zonas: uma Azul (Boi Caprichoso) e outra Vermelha (Boi Garantido).
O visitante da ilha nota essa divisão de cor, olhando para as pinturas das casas, placas turísticas indicativas, faixas de pedestres e até os orelhões da cidade. Do lado Azul ficam: Centro, Palmares, Francesa, Santa Clara, Santa Rita, Macurany e Castanheira.
Do lado vermelho localizam-se os seguintes bairros: São José, Djard Vieira, Itaúna, Lady Laura, Distrito Industrial, Paulo Corrêa, São Benedito, João Novo e Emílio Moreira.
Tem ainda Itaúna I e II, Paulo Corrêa, e o mais novos bairros da cidade, o bairro da União,, Jacareacanga, Tonzinho Saunier, Teixeirão, Val-Paraíso, Pascal Allágio, Vila Cristina, Aningas Residenzas e Santoca.
Na zona rural do perímetro urbano do município, localizam-se diversas vilas e bairros. Entre os bairros, destacam-se: Macurany, Aninga e Parananema.
Distrito
Parintins possui os seguintes distritos: Vila Amazônia, Mocambo, Caburi, Zé-Açu e Maranhão.
Regiões
Parintins está dividida em cinco regionais (regiões) para fins administrativos e de segurança. São eles:
- Zona sudoeste, zona oeste, zona sul, zona leste e zona norte.

## Política
A administração pública de Parintins é exercida pelo poder executivo e pelo poder legislativo. O atual prefeito do município é o engenheiro civil, Ex-Vereador (nesta condição, Ex-Presidente da Câmara Municipal de Parintins) e Ex-Secretário Municipal de Obras Mateus Ferreira Assayag, do Partido Social Democrático (PSD). Assayag exerce o cargo de prefeito do município pela primeira vez. Foi eleito para o atual mandato em 6 de outubro de 2024 com 28.235 votos, correspondentes a 49,89% dos votos válidos, e tomou posse do cargo em 1 de janeiro de 2025, para exercer mandato com término em 1 de janeiro de 2029. O poder executivo é representado pelo prefeito e seu gabinete de secretários, seguindo o modelo proposto pela Constituição Federal do Brasil.
O poder legislativo é representado pela câmara municipal, composta por 13 vereadores eleitos para cargos de quatro anos, quatro aquém do limite máximo de vereadores permitido pela Constituição Federal para municípios do porte de Parintins (mais de 80 mil até 120 mil habitantes) . A câmara é responsável por elaborar e votar leis fundamentais à administração e ao executivo, especialmente o orçamento municipal (conhecido como Lei de Diretrizes Orçamentárias). A câmara municipal está composta da seguinte forma: três cadeiras do União Brasil; duas cadeiras do Partido Social Democrático (PSD); duas cadeiras do Podemos; duas cadeiras do Partido Liberal (PL);  uma cadeira do Republicanos;  uma cadeira do Movimento Democrático Brasileiro (MDB); uma cadeira do Progressistas e uma cadeira do Avante.
De acordo com o TRE-AM (Tribunal Regional Eleitoral), o município possuía em 2024 cerca de 72.209 eleitores, o que corresponde ao quarto maior colégio eleitoral do estado do Amazonas, ficando atrás dos colégios eleitorais da capital, Manaus e dos municípios de Manacapuru e Itacoatiara.

## Economia

### Setor primário
Agricultura
Juntamente com a pecuária, completa a formação econômica do setor primário. É representada pelas culturas temporárias: abacaxi, juta, arroz, batata-doce, cana-de-açúcar, feijão, fumo, mandioca, macaxeira, maracujá, maracujá do mato, melancia, soja (orgânica), melão e milho. Culturas permanentes: abacate, banana, cacau café, caju, coco, laranja, limão, guaraná e tangerina.
No entanto, a maioria dos produtos primários são oriundos da cidade de Santarém do estado do Pará.
Pecuária
É atividade de maior peso no setor primário. Compreende principalmente a criação de bovinos, vindo a seguir a criação de suínos. A produção de carne e leite destina-se ao consumo local e à exportação para outros municípios. A economia é praticamente fundamentada neste setor. Parintins já possuiu o título de o maior rebanho bovino e bubalino do Estado, tendo aproximadamente 150 mil bovinos e 50 mil bubalinos.
Pesca, avicultura e extrativismo vegetal
Desponta como um dos principais entrepostos de pesca no Amazonas para o consumo local. A avicultura está voltada para o criatório em moldes domésticos, sendo representada principalmente pela criação de galinhas, seguida de perus, patos, marrecos e gansos. O extrativismo vegetal é pouco representativo na formação do setor primário, mas destaca-se a exploração de borracha, cumaru, gomas não elásticas, madeira, óleo de copaíba e puxuri.

### Setor secundário
Indústrias
O setor secundário é composto basicamente por micro e pequenas empresas geralmente voltadas para o aproveitamento de produtos naturais tais como:
- Indústria madeireira - Beneficiamento de madeiras para a exportação e confecção de móveis e esquadrias.
- Indústria alimentícia - fabricação de doces e compotas regionais, sorvetes embutidos, laticínios, produção de soja e cana de açúcar.
- Indústria oleira - Fabricação de tijolos, telhas e artesanatos de cerâmica.
- Indústria química - Produção de óleos e essências vegetais como pau-rosa (extinto na cidade atualmente), cumaru, óleo de copaíba e andiroba.
- Indústria do vestuário - Confecção de roupas em geral.
- Indústria gráfica - Produção de impressos em geral.
- Indústria naval - Construção de embarcações diversas e reparos em máquinas marítimas.

### Setor terciário
Parintins conta hoje com mais de 1500 estabelecimentos comerciais, varejistas e atacadistas dos mais diversificados produtos. Na prestação de Serviços destacam-se cabeleireiros, oficinas mecânicas, eletrônicas, hotéis, pousadas, bares, restaurantes, clínicas médicas, clínicas odontológicas, contabilistas, entre outros. Neste setor encontram-se grande parte da população devido da escassez de emprego na cidade. A mão de obra formal é constituída praticamente pelos funcionários públicos (Federal, Estadual e Municipal) e empregados no comércio local.

### Saúde
O município possuía, em 2009, 19 estabelecimentos de saúde, sendo 17 deles públicos municipais ou estaduais e 2 privados, entre hospitais, pronto-socorros, postos de saúde e serviços odontológicos. Neles havia 111 leitos para internação. Em 2014, 98,86% das crianças menores de 1 ano de idade estavam com a carteira de vacinação em dia. O índice de mortalidade infantil entre crianças menores de 5 anos, em 2016, foi de 24,33 indicando um aumento em comparação a 1998, quando o índice foi de 15,86 óbitos a cada mil nascidos vivos. Entre crianças menores de 1 ano de idade, a taxa de mortalidade aumentou de 11,33 (1998) para 21,22 a cada mil nascidos vivos, totalizando, em números absolutos, 792 óbitos nesta faixa etária entre 1998 e 2016. No mesmo ano, 29,30% das crianças que nasceram no município eram de mães adolescentes. Conforme dados do Sistema Único de Saúde (SUS), órgão do Ministério da Saúde, a taxa de mortalidade devido a acidentes de transportes terrestres registrou 13,31 óbitos em 2016, revelando um aumento comparando-se com o resultado de anos anteriores, quando se registrou 1,40 óbitos neste indicador. Ainda conforme o SUS, baseado em pesquisa promovida pelo Sistema de Informações Hospitalares do DATASUS, houve 7 internações hospitalares relacionadas ao uso abusivo de bebidas alcoólicas e outras drogas, entre 2008 e 2017.
A taxa de mortalidade infantil média na cidade é de 19,54 para 1.000 nascidos vivos. Em 2016, 73,17% das mortes de crianças com menos de um ano de idade foram em bebês com menos de sete dias de vida. Óbitos ocorridos em crianças entre 7 e 27 dias de vida foram 4,88% dos registros. Outros 21,95% dos óbitos foram em crianças entre 28 dias e um ano de vida. No referido período, houve 25 registros de mortalidade materna, que é quando a gestante entra em óbito por complicações decorrentes da gravidez. O Ministério da Saúde estima que 84,39% das mortes que ocorreram em 2016, entre menores de um ano de idade, poderiam ter sido evitadas, especialmente pela adequada atenção à saúde da gestante, bem como pela adequada atenção à saúde do recém-nascido. Cerca de 98,6% das crianças menores de 2 anos de idade foram pesadas pelo Programa Saúde da Família em 2014, sendo que 0,3% delas estavam desnutridas.
Parintins possuía, até 2009, estabelecimentos de saúde especializados em clínica médica, obstetrícia, pediatria, traumeto-ortopedia e outras especialidades médicas, e nenhum estabelecimento de saúde com especialização em psiquiatria, cirurgia bucomaxilofacial ou neurocirurgia. Dos estabelecimentos de saúde, 3 deles era com internação. Até 2016, havia 282 registros de casos de HIV/AIDS, tendo uma taxa de incidência, em 2016, era de 7,98 casos a cada 100 mil habitantes, e a mortalidade, em 2016, 5,32 óbitos a cada 100 mil habitantes. Entre 2001 e 2012 houve 675 casos de doenças transmitidas por mosquitos e insetos, sendo as principais delas a dengue e a leishmaniose.

### Saneamento básico
Habitação
Parintins tem como característica as residências com grandes quintais. Na parte central da cidade há uma predominância de residências em alvenaria, e nos bairros, predominam as casas de madeira. Nos últimos anos o êxodo rural vem ocasionando ocupações, notadamente na área sudoeste da cidade.
Na zona rural, as habitações, em geral, são pequenas, feitas com madeira e cobertas com palha ou brasilite, sendo também encontradas algumas casas totalmente de palha.
Sistema de esgoto
Para a coleta de esgotos sanitários (águas negras) são utilizados sumidouros, fossas sépticas e privadas higiênicas, fruto de um trabalho realizado pela unidade de saneamento da prefeitura que promove a doação de materiais para a população de baixa renda. Existem 1.720m de rede de captação de águas pluviais na área do centro da cidade.
Nas comunidades rurais, a maioria das famílias usa sanitários, conhecidos como fossa negra, construídos fora da casa principal e constituídos por um buraco no chão, casinha de madeira e piso de madeira, podendo ser coberta ou não.
De acordo com os Censos Demográficos do IBGE, de 1991 e 2000, a fossa rudimentar é o tipo e instalação sanitária mais utilizada, seguida da fossa séptica, que vem ganhando importância como destino de dejetos humanos entre os moradores de Parintins.
Abastecimento de água e energia elétrica
O abastecimento de água de Parintins é realizado pelo Serviço Autônomo de Águas e Esgotos - SAAE. A captação é efetuada em mananciais subterrâneos através de poços artesianos com média de 80 metros de profundidade.
Estão em funcionamento poços na área urbana com capacidade de produção maior que o volume captado. Na área rural estão instalados poços nos distritos de Mocambo, Caburi e Vila Amazônia.
O tratamento dado à água é a cloração por contato, e a distribuição segundo SAAE atinge 95% dos domicílios na sede municipal ou cerca de 62% de todos os moradores de Parintins, segundo o Censo Demográfico do IBGE. Fora do perímetro urbano, a água consumida nas comunidades é captada diretamente do rio.
O abastecimento de energia elétrica em Parintins é realizado pela Amazonas Energia, através de uma usina termoelétrica.

### Transportes
Por conta da sede do município estar situada em uma região com um considerável número de lagos e ilhas, o que torna difícil a construção de estradas e/ou rodovias, o acesso ao município atualmente se dá apenas pelo transporte fluvial e pelo transporte aéreo.
Transporte fluvial
O transporte fluvial na cidade é muito comum. A cidade conta com um grande e movimentado porto, que é considerado o segundo maior do estado e o maior do interior em movimentação de passageiros e que atende a quase toda a região Norte. O Porto de Parintins localiza-se na costa do Rio Amazonas, na zona central da cidade de Parintins e atende os estados do Amazonas, Pará, Rondônia e áreas do Norte do Mato Grosso. As embarcações que fazem linha atualmente para o município em direção à capital do estado ou vice-versa são: Navio Parintins I, Navio Coronel Tavares, Navio Novo Aliança, Navio Oliveira V, Navio Tavares e Navio Leão de Judá II. Ambas fazem duas viagens por semana, sendo uma no trecho Parintins - Manaus e outra no trecho Manaus - Parintins. Também servem ao município embarcações que tem como destino final de suas viagens ou municípios do estado do Pará, ou que são oriundas de municípios paraenses e tem como destino final a capital do Amazonas, que fazem escala no município para embarcar ou desembarcar cargas e passageiros.
Nos últimos anos, tem crescido no município o mercado das lanchas rápidas que tem como destino a capital do estado ou a municípios vizinhos, tanto do estado do Amazonas quanto do estado do Pará. É um serviço requisitado geralmente por quem quer evitar as demoradas viagens de barco pela região ou por quem quer desfrutar de um serviço de bordo semelhante ao do transporte aéreo, pagando mais barato. As lanchas que fazem linha do município para Manaus, são: Ajato Aliança, Saphira, Estrela de Nazaré, Paris, Expresso Fernanda, Agatha Fernanda e A Noiva II, além de outras que fazem escala no município e que tem como destino final municípios do Estado do Pará ou são oriundas do estado vizinho tendo como destino final a capital do Amazonas. A viagem de lancha, de Parintins a Manaus dura cerca de 8 a 10 horas, subindo o Rio Amazonas (contra em média 22 a 24 horas de barco), e de Manaus a Parintins dura cerca de 6 a 8 horas, descendo o  Rio Amazonas (contra em média 16 a 18 horas de barco).
Transporte aéreo
O Aeroporto Municipal está situado na zona urbana do município, a sudoeste da cidade, estando inserido na área de expansão do perímetro urbano. É de propriedade da Prefeitura Municipal, sendo por ela administrado. Atualmente, três empresas utilizam a área do Aeroporto Municipal; duas empresas de aviação agrícola e uma de instrução de voo. Durante todo o ano, uma empresa aérea realiza voos para Parintins, a MAP Linhas Aéreas. Durante o Festival Folclórico de Parintins, ocorrido geralmente nos meses de junho e julho, outra empresa aérea estende a abrangência à cidade, a Gol Transportes Aéreos, além de receber no mesmo período, aeronaves fretadas e particulares. O aeroporto já recebeu um voo emergencial de um Boeing 727-200 cargueiro da empresa TAF, vindo de Salvador para Manaus, sendo que após cinco tentativas de pouso na capital devido ao tempo, não conseguindo e tendo suas asas e flaps danificados quando o piloto tentou arremeter na quinta tentativa chocou-se com árvores danificando a aeronave obrigando-o a vir para Parintins, que seria o aeroporto mais próximo e com estrutura para pouso, já que o combustível não daria para chegar até Santarém(PA) onde seria a aterrissagem, e posteriormente outro avião do mesmo modelo e um Búfalo da FAB pousaram para fazer os reparos e devidos procedimentos, mostrando a adequação que aeroporto tem para pouso de grandes aeronaves. Recentemente iniciou-se os trabalhos de reforma do aeroporto pelo PAC- 2, para aeroportos regionais, e com isso o aeroporto irá ganhar estacionamento novo, passando das atuais 65 vagas para 180, nova torre de controle em alvenaria, ampliação do pátio de aeronaves de grande porte, das atuais 03(três), para 07 (sete), pista de taxiamento, instalação de esteira de bagagem entre outras adequações no terminal. Ainda está em processo de homologação por parte da Anac e Infraero, a operação de voos da TAM para escala nos trechos Manaus - Belém e Manaus - Brasília.

### Educação
Em 2012, Parintins contava com 3 955 matrículas no ensino primário, 22 019 matrículas no ensino fundamental e 7 769 matrículas no ensino médio. Dentre as matrículas no ensino fundamental, 12 689 eram em escolas públicas municipais e 9 330 em escolas públicas estaduais. Das matrículas no ensino médio, 7 103 eram em escolas públicas estaduais e 666 em escolas públicas federais. No mesmo ano, havia 123 unidades de ensino de nível primário, 155 unidades de ensino de nível fundamental e 13 unidades de ensino de nível médio. Dentre as unidades de ensino de nível fundamental, 20 destas eram públicas estaduais e 135 públicas municipais. Das unidades de ensino de nível médio, 12 eram de caráter público estadual e 1 de caráter pública federal. Foram registrados 181 docentes no ensino primário, 869 docentes no ensino fundamental e 316 docentes no ensino médio. Segundo dados do censo de 2010, o índice de analfabetismo nesse ano entre pessoas acima de 15 anos era 9,5%; de 15 a 24 anos, de 1,2%; de 25 a 59 anos, de 8,0%; e acima de 60 anos, de 27,1%.
A cidade é um dos importantes centros de educação de nível médio e superior do estado do Amazonas, possui um dos minicampos do Instituto Federal do Amazonas (IFAM), que oferece cursos em diferentes níveis: ensino médio e ensino técnico.
Universidade públicas
- Universidade do Estado do Amazonas (UEA): é uma instituição pública estadual de ensino superior, que oferece mais de vinte cursos, foi criada pela lei estadual n.º 2.637 de 12 de janeiro de 2001, que proporcionou às fundações educacionais de ensino superior instituídas pelo estado. Em Parintins, o Centro de Estudos Superiores (UEA) possui os cursos de: Pedagogia, História, Geografia, Física, Matemática, Letras (Português), Química, Ciências Biológicas, Tecnologia em Turismo, Direito, Saúde Coletiva, Ciências Econômicas e Tecnologia em Gestão Pública.
- Instituto Federal do Amazonas (IFAM): O Instituto Federal de Educação, Ciência e Tecnologia do Amazonas foi criado mediante integração do Centro Federal de Educação Tecnológica do Amazonas e das Escolas Agro Técnicas Federais de Manaus e de São Gabriel da Cachoeira.
- Universidade Federal do Amazonas (UFAM): Começou como campus avançado em parceria com a UNERJ, até sua implantação em 1998 com o curso de administração e biologia, sua instalação oficial como Campus no município foi em 2007, possuindo os seguintes cursos: Serviço Social, Comunicação Social-Jornalismo, Administração Organizacional, Pedagogia, Zootecnia, Educação Física e Artes Plásticas, entre outros cursos que estão em processo de implantação, como o curso de Medicina.

No setor de educação e capacitação profissional, o município, além de dispor de uma ampla rede de escolas (estaduais, municipais e privadas), conta com um campus da Universidade do Estado do Amazonas e algumas faculdades privadas, com diversos cursos superiores ofertados. Dispõe ainda de unidades do SENAI, SENAC e SESI e, em função disso, os índices de alfabetização e capacitação profissional do municípios estão entre os mais altos de todo o Estado do Amazonas.

### Música
Na música, os destaques de Parintins são: a Toada, (ritmo característico da região) além do samba, forró e outros ritmos nacionais. A cidade possui cantores de renome, como o Chico da Silva, que é autor de inúmeras canções famosas como Pandeiro é Meu Nome, Tempo Bom, É Preciso Muito Amor, Esquadrão do Samba, Cantiga de Parintins, entre outros.
- A toada é um estilo musical proveniente da cidade, que conta com danças folclóricas com temática indígena, cabocla e ribeirinha e é executada principalmente na época do Festival Folclórico no mês de junho e nos ensaios dos bois Garantido e Caprichoso, porém, é executado o ano inteiro, tendo grupos que só tocam esse estilo musical, inclusive já foram gravados Louvores à Deus nesse estilo musical.
- O forró é um estilo musical que foi trazido pelos nordestinos que vieram na época da borracha e depois dela. O forró recebeu uma nova roupagem com danças acrobáticas só encontradas no Amazonas. Existem várias bandas locais que são especializadas no estilo. Há também uma mistura do tradicional forró com músicas caribenhas.

### Religião
Tal qual a variedade cultural verificável em Parintins, são diversas as manifestações religiosas presentes na cidade. De acordo com o censo de 2010, a população de Parintins em sua maioria declarava-se católica.
População residente por religião (Censo 2010)
- Católicos - 83 487 (81,1%)
- Protestantes - 16 167 (15,7%)
- Espíritas - 54 (0,1%)
- Outras religiões - 3 237 (3,1%)

### Festas populares

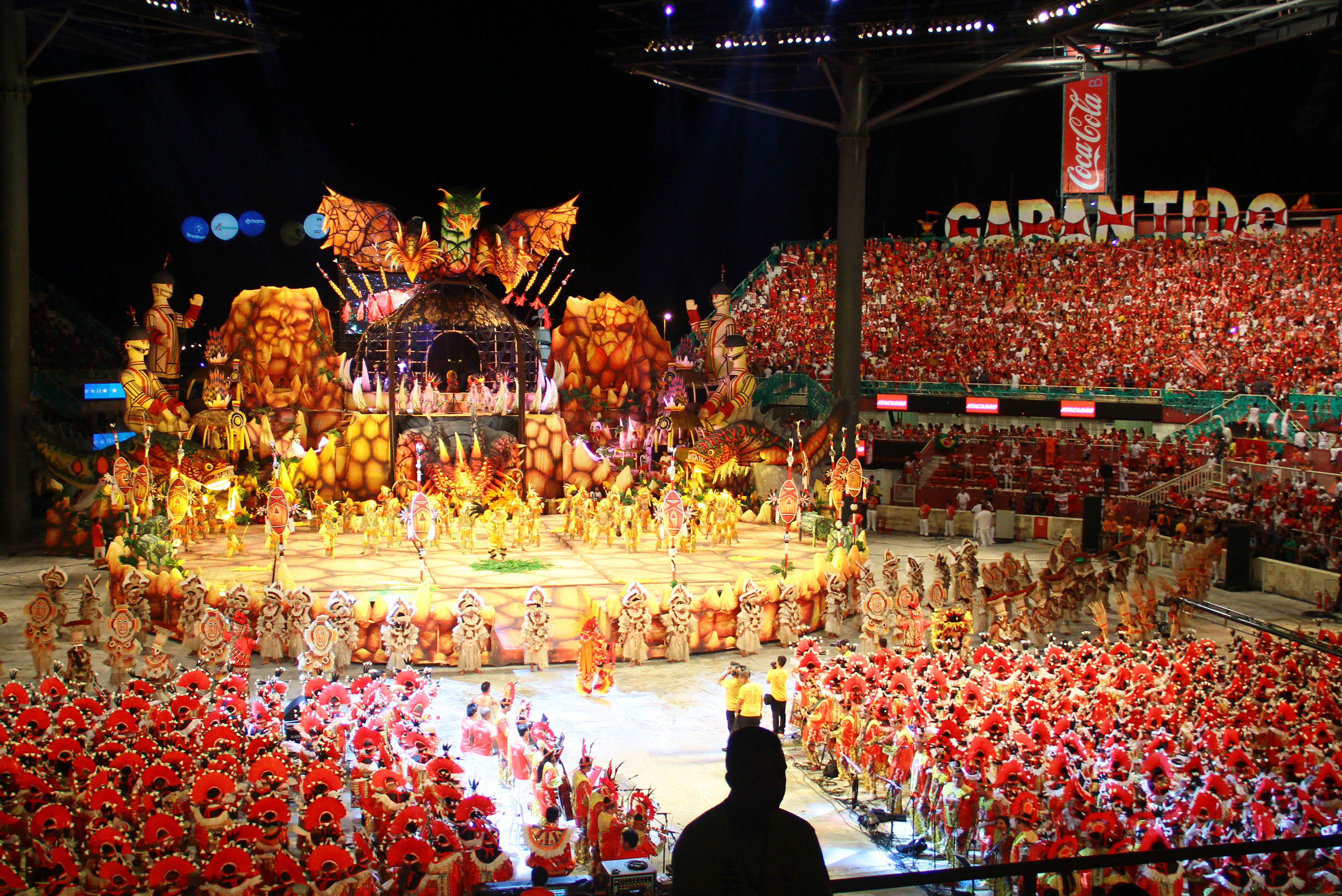
O Festival Folclórico de Parintins é considerado Patrimônio Cultural do Brasil pelo IPHAN.

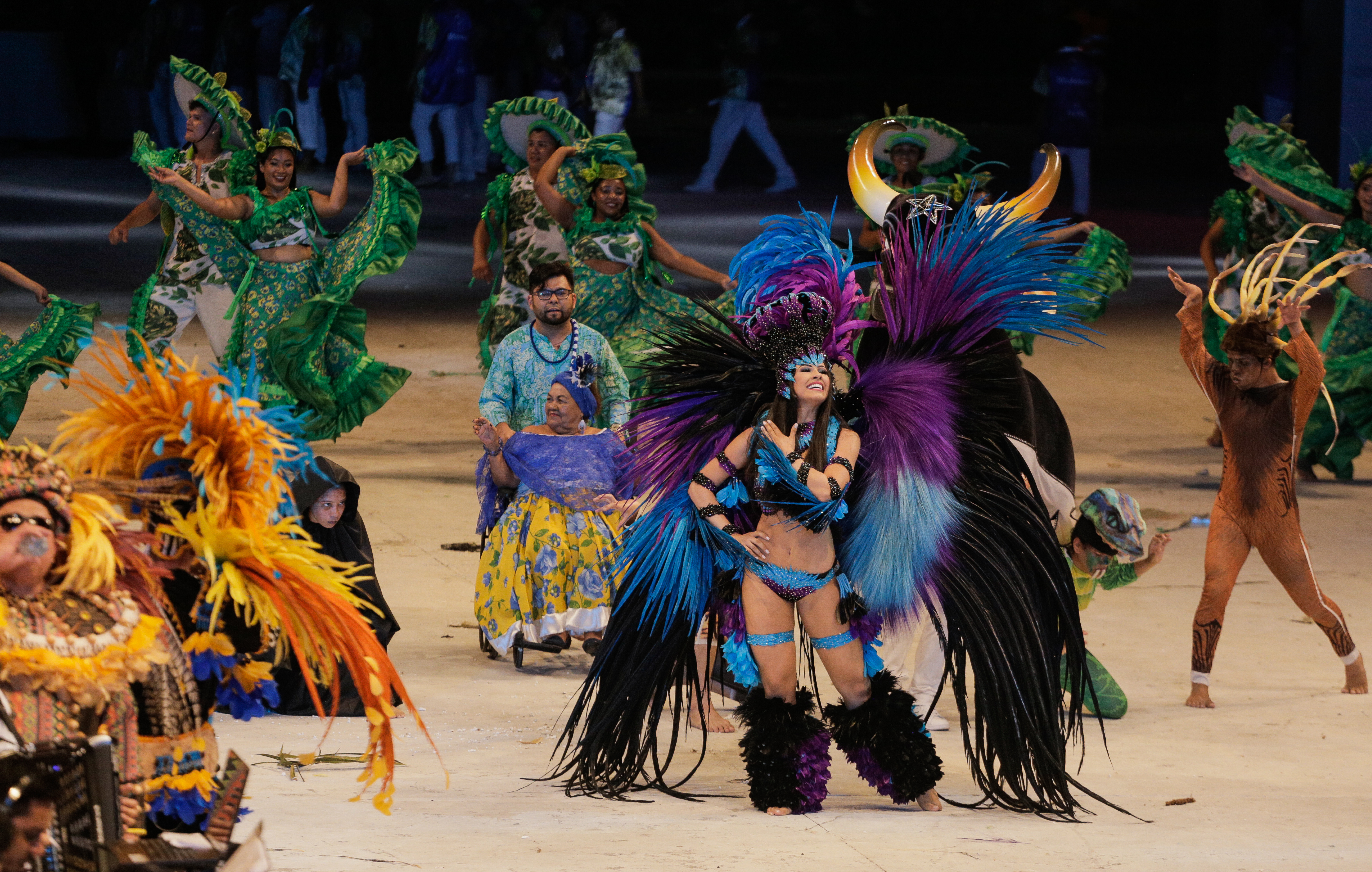
Apresentação do Boi Caprichoso.

- Festa de Soltura de Quelônios (janeiro)
- Encenação da Paixão de Cristo (abril)
- Temporada de Festas e Ensaios dos Bois Bumbás – Caprichoso e  Garantido (abril a junho)
- Festival Folclórico e Festival de Quadrilhas – Comunidade do Zé Açu – 12 a 30 de junho
- Festival Folclórico de Parintins (acontece no último final de semana do mês de junho)
- Festa de Nossa Senhora do Carmo – Padroeira do Município (6 a 16 de julho)
- Festival de Pesca do Peixe Liso – Comunidade do Paraná do Espírito Santo (agosto)
- Festival de Verão do Uaicupará (setembro)
- Festival de Verão do Cabury (setembro)
- Festival Folclórico (junho)
- Campanha "Jesus, Água da Vida" (junho)
- Festival de Música Sacra – Femusa (setembro)
- Festival do Beijú – Agrovila do Mocambo (setembro)
- Aniversário de Fundação do Município de Parintins (15 de outubro) com o Festival de Toadas (13, 14 e 15 de outubro)
- Festival de Pastorinhas (23 de dezembro)
- Carnailha (carnaval) - fevereiro
- Festa do Jaraqui - Vila Amazônia

### Artesanato
A cidade possui inúmeras feiras de artesanato caboclo e ameríndio nos meses de junho a outubro. As peças de artesanato são feitas, em sua maioria, por matérias-primas encontradas em vilas e comunidades próximas da cidade, como Vila Amazônia e Mocambo.
Os materiais usados são madeira, raízes de árvores, cipós, palhas, sementes, fibras naturais e penas artificiais. Grande parte desse artesanato é vendido e encontrado nas comunidades locais, nas feiras da cidade e no Bumbódromo.
Matérias de exportação da cidade, como a juta, que foi trazida pelos japoneses, são utilizadas para a fabricação de utensílios e acessórios usados por dançarinos durante o Festival Folclórico de Parintins. Além da juta, também são usados materiais feitos em palha, cuia, espigas e muitos outros materiais. O artesanato indígena é fabricado com penas e grande variedade de sementes que formam colares, brincos, cocares e outros tipos de adereços. As sementes usadas são de açaí, cupuaçu, castanha e pupunha, todas frutas típicas da região. Miniaturas dos bois-bumbás Garantido e Caprichoso esculpidas em isopor e gesso são encontradas em várias lojas da cidade.

## Comunicações

### Telefonia
Parintins é servido pelo sistema de telefonia fixa através da operadora Oi. Na área rural e nos distritos do Mocambo, Caburi e Comunidade do Bom Socorro, Zé Açu e Vila Amazônia, existem centrais telefônicas. Em dezenas de comunidades rurais existe o sistema público com 1 terminal telefônico.
No sistema móvel (celular), Parintins é servido pelas operadoras: TIM, Vivo e Claro.

### Correios
A Empresa Brasileira de Correios e Telégrafos (ECT) mantém duas agências sendo uma na sede do município e outra no distrito de São Sebastião do Caburi (Agrovila) com uma caixa coletora cada uma respectivamente, prestando serviços postais como SEDEX, PAC, mala direta, malote, serviços postais internacionais, vale postal eletrônico e serviços de utilidade pública além de trabalhar como correspondente bancário do Banco do Brasil. Com atendimento ao público de segunda à sexta feira das 8h às 16h.

### Televisão[35]

#### Analógico
- 2 VHF - Amazon Sat
- 4 VHF - TV Alvorada (Rede Vida)
- 5 VHF - Boas Novas
- 7 VHF - Rede Amazônica Parintins (Globo)
- 9 VHF - TV Alvorada 2 (TV Canção Nova)
- 12 VHF - TV A Crítica Parintins (TV A Crítica)
- 19 UHF - Rede 21
- 22 UHF - TV Norte Parintins (SBT)
- 29 UHF - TV Evangelizar
- 38 UHF - TV Gazeta
- 43 UHF - Band Amazonas (Band)
- 49 UHF - TV Novo Tempo

#### Digital
- 4.1 (39 UHF) - TV Alvorada (Rede Vida)
- 5.1 (32 UHF) - Boas Novas
  - 5.2 - Rádio Boas Novas
- 7.1 (15 UHF) - Rede Amazônica Parintins (Globo)
- 12.1 (25 UHF) - TV A Crítica Parintins (TV A Crítica)
- 27.1 - TV Nazaré
- 41.1 - TV Canção Nova
- 43.1 (36 UHF) - Band Amazonas (Band)

### Estações de rádio[36]

#### FM
- 92.9 MHz - Tiradentes FM
- 100.1 MHz - Rádio Alvorada
- 100.7 MHz - Rádio Clube
- 104.9 MHz - Faixa Comunitária

#### AM
- 1380 kHz - Rádio Alvorada

### Jornais
Existem em circulação seis periódicos: Jornal Gazeta Parintins, Jornal Novo Horizonte, Jornal Repórter Parintins, Jornal da Ilha, O Regional, A Folha do Povo, Jornal do Comércio e Em Tempo Parintins, além de diariamente chegarem jornais de Manaus.